# 日本薬学会
公益社団法人日本薬学会（にほんやくがくかい、The Pharmaceutical Society of Japan）とは、薬学に関する研究、学術上の情報交換などを通じ、学術文化発展に寄与することを目的とした学術団体である。日本学術会議協力学術研究団体の一つ。

## 沿革

### 略史
- 1880年（明治13年）：設立[1]
- 1881年（明治14年）2月：名称を「東京薬学会」とする[2]。
- 1881年（明治14年）12月：『薬学雑誌』創刊[2]
- 1892年（明治25年）1月：名称を「日本薬学会」に改称[2]。
- 1948年（昭和23年）：日本薬剤師会と合併し名称を「日本薬剤師協会」とする[3]
- 1962年（昭和37年）：日本薬剤師会と分離し社団法人化[3]
- 2008年（平成20年）：民法改正により特例社団法人へ（団体名称は社団法人）
- 2011年（平成23年）：公益法人認定法の公益社団法人へ移行

### 設立前史
1878年（明治11年）東京大学医学部製薬学科の教師と学生が「薬学会」を組織し、同年11月23日に学術雑誌『東京薬学新誌』を発刊するも翌年1879年（明治12年）11月15日発行の第7号をもって廃刊となった。
1880年（明治13年）1月、東京大学の卒業生を中心とした毎月定例の親睦会を設立。翌年1881年（明治14年）2月に「東京薬学会」と改称して学会とし、毎月講演会を開催した。幹事は丹波敬三、田原良純、山田薫、高橋秀松、片山吉則、齋藤寛猛であった。

## 事業
主な事業は以下のとおり。
1. 会誌および学術図書雑誌の刊行
2. 学術講演会、講習会および研究会の開催
3. 薬学、薬業および関連科学ならびに産業に関する調査、研究、建議、奨励、表彰
4. 関連学会との連絡協力

機関誌「ファルマシア」は毎月1日に発行され、薬学分野における最新の研究動向や先端的な研究成果、注目を集めているトピックスなどを幅広く取り上げている。電子版がJ-STAGEを通じて提供されており、日本薬学会の会員は、最新号をオンラインで閲覧することができる。発行1年後は会員以外も閲覧可能になる。

### 学術雑誌
- 『YAKUGAKU ZASSHI』（漢字名称：薬学雑誌、英名：Journal of the Pharmaceutical Society of Japan）、1881年創刊（日本で最も古い学術誌とされる）、年12回発行の学術雑誌。ISSN 0031-6903[8][9]。2023年のインパクトファクターは0.3[10]。
- 『CHEMICAL & PHARMACEUTICAL BULLETIN』（略名：Chem. Pharm. Bull.）、1953年創刊、年12回発行の英文学術雑誌。ISSN 0009-2363[8][11]。2023年のインパクトファクターは1.5[12]。
- 『BIOLOGICAL & PHARMACEUTICAL BULLETIN』（略名：Biol.Pharm.Bull.）、1993年『Chem. Pharm. Bull.』の生化学や薬理学分野の分冊として創刊、年12回発行の英文学術雑誌。ISSN 0918-6158[8][13]。2023年のインパクトファクターは1.7[14]。
- 『Journal of Health Science』（略名：J.Health Sci.）、1953年創刊、年6回発行の衛生科学分野の欧文学術雑誌。ISSN 1347-5207[8][15]。

### 授賞
薬学会賞、学術貢献賞、学術振興賞、奨励賞、創薬科学賞、功労賞、教育賞、佐藤記念賞

### 学術講演会
年会、学術集会、創薬セミナー、その他講演会

### 部会
化学系薬学部会、構造活性相関部会、薬学教育部会、医薬化学部会、生物系薬学部会、医療薬科学部会、生薬天然物部会、薬理系薬学部会、レギュラトリーサイエンス部会、物理系薬学部会、環境・衛生部会、薬学研究ビジョン部会（〜2009年1月31日まで）

### 支部
北海道、東北、関東、東海、北陸、近畿、中国四国、九州

## 学会事務所
東京都渋谷区渋谷2-12-15日本薬剤師会長井記念館

## 歴代会頭
1. 長井長義
2. 丹羽藤吉郎
3. 高橋三郎
4. 池口慶三
5. 上野金太郎
6. 西崎弘太郎
7. 谷井千次郎
8. 渡邊又次郎
9. 慶松勝左衛門
10. 近藤平三郎
11. 朝比奈泰彦
12. 服部健三
13. 衣笠豊
14. 緒方章
15. 藤田直市
16. 浅野三千三
17. 朝比奈泰彦
18. 浅野三千三
19. 緒方章
20. 菅澤重彦
21. 高木誠司
22. 篠田淳三
23. 刈米達夫
24. 秋谷七郎
25. 落合英二
26. 高橋酉蔵
27. 宮道悦男
28. 石館守三
29. 刈米達夫
30. 富田真雄
31. 木村康一
32. 津田恭介
33. 川崎近太郎
34. 伊藤四十二
35. 石黒武雄
36. 上尾庄次郎
37. 野上寿
38. 宮木高明
39. 柴田承二
40. 高木敬次郎
41. 武田健一
42. 宇野豊三
43. 水野傳一
44. 伴義雄
45. 亀谷哲治
46. 矢島治明
47. 川崎敏男
48. 野島庄七
49. 南原利夫
50. 金岡祐一
51. 瀬﨑仁
52. 北川勲
53. 福田英臣
54. 米光宰
55. 廣部雅昭
56. 寺田弘
57. 市川厚
58. 池上四郎
59. 木村榮一
60. 井上圭三
61. 杉浦幸雄
62. 柴﨑正勝
63. 内海英雄
64. 長野哲雄
65. 松木則夫
66. 西島正弘
67. 柴﨑正勝
68. 太田茂
69. 奥直人
70. 髙倉喜信
71. 佐々木茂貴
72. 岩渕好治
73. 石井伊都子